# Kiril Metkov
Kiril Metkov (n. 1 februarie 1965, Sofia, Bulgaria) este un fost fotbalist bulgar.
Între 1989 și 1991, Metkov a jucat 9 meciuri pentru echipa națională a Bulgariei.

## Statistici
| Bulgaria | Bulgaria | Bulgaria |
| An       | Meciuri  | Goluri   |
| -------- | -------- | -------- |
| 1989     | 1        | 0        |
| 1990     | 0        | 0        |
| 1991     | 3        | 0        |
| 1992     | 2        | 0        |
| 1993     | 3        | 0        |
| Total    | 9        | 0        |